# Lamentis
"Lamentis" é o terceiro episódio da série de televisão estadunidense Loki, baseada no personagem homônimo da Marvel Comics. A trama segue uma versão alternativa do protagonista confrontando Sylvie, uma encarnação feminina de si próprio, depois de ficarem presos no meio de um apocalipse iminente. O episódio se passa no Universo Cinematográfico Marvel (UCM), dando continuidade aos filmes da franquia. Ele foi escrito por Bisha K. Ali e dirigido por Kate Herron.
Tom Hiddleston reprisa seu papel como Loki da série de filmes enquanto Sophia Di Martino interpreta Sylvie, com Gugu Mbatha-Raw e Sasha Lane também estrelando o episódio. Herron iniciou seus trabalhos na série em agosto de 2019. As filmagens aconteceram no Pinewood Atlanta Studios e foram rodadas na área metropolitana de Atlanta.
"Lamentis" foi lançado no serviço de streaming Disney+ em 23 de junho de 2021. As críticas elogiaram as interações entre Hiddleston e Di Martino e apontaram semelhanças entre o episódio e o seriado britânico Doctor Who, embora tenham achado confusa a decisão da série de se distanciar da narrativa principal; alguns apreciaram o foco ampliado na caracterização, enquanto outros sentiram que isso poderia impactar o ritmo geral da série. A confirmação de que Loki é bissexual também foi destaque nas discussões de críticos e fãs do episódio.

## Enredo
Antes de Loki e a Autoridade de Variância Temporal (AVT) chegarem no Alabama em 2050 para prendê-la, a variante, cujo nome é Sylvie, projeta uma memória emulada na Caçadora C-20 sequestrada para coletar informações sobre a localização dos Guardiões do Tempo, os criadores da AVT.
Após a fuga de Sylvie, Loki a segue até a sede da AVT, onde são confrontados por Ravonna Renslayer até escaparem utilizando um TemPad que os transportam para o ano de 2077 em Lamentis-1, uma lua que logo será esmagada por um planeta. Ambos não conseguem escapar pois o TemPad ficou sem energia. Os dois se disfarçam e embarcam em um trem com destino à Arca, uma nave espacial de evacuação de Lamentis-1, na qual eles planejam drenar sua energia e recarregar o TemPad. Enquanto estão no trem, Loki fica bêbado fazendo com que ele e Sylvie sejam descobertos e forçados pelos guardas a saírem do transporte.
Quando Loki cai do trem o TemPad é quebrado, obrigando ele e Sylvie a irem até a Arca a pé. Durante sua jornada, Sylvie revela a Loki que os agentes da AVT são variantes, ao invés de terem sido criados pelos Guardiões do Tempo como Mobius M. Mobius o havia afirmado anteriormente. Loki e Sylvie chegam ao local da Arca e abrem caminho através dos guardas. Por fim, eles testemunham a Arca sendo destruída por um meteoro, deixando-os presos.

## Produção

### Desenvolvimento
Em setembro de 2018, a Marvel Studios estava desenvolvendo uma série limitada estrelando o Loki de Tom Hiddleston dos filmes do Universo Cinematográfico Marvel (UCM). O desenvolvimento de Loki foi confirmado pelo então presidente da Disney, Bob Iger, em novembro do mesmo ano. Michael Waldron foi contratado como roteirista principal em fevereiro de 2019 e escreveu o primeiro episódio da série, com Kate Herron contratada para dirigir a série em agosto. Herron e Waldron agiram como produtores executivos ao lado de Hiddleston e Kevin Feige da Marvel Studios, Louis D'Esposito, Victoria Alonso e Stephen Broussard. O terceiro episódio recebeu o título "Lamentis" e foi escrito por Bisha K. Ali.

### Roteiro
Discutindo o fato de que a Variante usa o pseudônimo "Sylvie", Sophia Di Martino disse que enquanto a personagem foi inspirada na Sylvie Lushton/Encantor e Lady Loki da Marvel Comics, ela é uma pessoa diferente com uma história de origem diferente daqueles personagens, do mesmo modo que o Loki de Hiddleston. "Lamentis" estabeleceu que Loki e Sylvie são bissexuais. Herron, que também é bissexual, disse que reconhecer isso era "muito importante" para ela, já que isso faz parte de "quem ele é e quem eu sou" e chamou isso de um "pequeno passo". Ela continuou declarando que não queria "sentir como se estivéssemos apenas encaixando algo" no momento e que a cena em que isso aconteceu era "o lugar certo para aquela conversa acontecer". Esta é a única vez na série que isso é reconhecido, com Herron esperando que isso "pavimentasse o caminho para uma exploração mais profunda". Sophia Di Martino afirmou que ela e Hiddleston tentaram fazer do momento uma "conversa natural entre dois conhecidos" sem dar afirmações "muito pesadas", enquanto ela ainda entendia a importância de como o momento poderia ser.
A metáfora de Loki de que "o amor é uma adaga" foi escrita "muito, muito rápido" por Waldron quando estava revisando o episódio. Como Loki estava bêbado no momento, isso "libertou [Waldron]" para não pensar muito sobre isso, e ele também sabia que não precisava fazer mais sentido pois, assim como as outras metáforas de Loki, "quase funciona". Hiddleston acrescentou que a metáfora era representativa da experiência de Loki com o amor até aquele ponto, pois tem sido "algum tipo de ilusão de que ele confiou e foi decepcionado". Ele continuou que Loki acreditava que havia criado algo profundo, embora não fosse, e era uma oportunidade para Sylvie "estourar a bolha da pomposidade de Loki".

### Elenco
O episódio é estrelado por Tom Hiddleston como Loki, Sophia Di Martino como Sylvie, Gugu Mbatha-Raw como Ravonna Renslayer e Sasha Lane como a Caçadora C-20. As participações especiais incluíram Susan Gallagher como uma residente de Lamentis, Alex Van como Patrice, Ben Vandermey como Soldado Hudson e Jon Collin Barclay como Cabo Hicks.

### Filmagem e efeitos visuais
As filmagens aconteceram no Pinewood Atlanta Studios em Atlanta, na Geórgia, com direção de Herron, e Autumn Durald Arkapaw servindo como diretor de fotografia. As filmagens tiveram lugar na área metropolitana de Atlanta, incluindo uma pedreira no norte da Geórgia que se tornou a cidade mineira Lamentis-1. A cena no trem quando Loki e Sylvie discutem sua vida amorosa mencionando sua bissexualidade foi filmada com um "brilho de tom roxo" com vários personagens na cena vestindo trajes de cor azul; roxo, azul e rosa são as cores que representam a bissexualidade e sua bandeira. A sequência final foi apresentada como uma tomada única, com momentos usados para ocultar os cortes da edição. Di Martino revelou que a cena foi filmada durante algumas noites, com cada segmento da sequência levando de duas a três tomadas cada. Herron decidiu apresentar uma única tomada dessa sequência para que o público sentisse que estava com os personagens naquele momento, bem como para aumentar o horror e o terror do apocalipse.
Os efeitos visuais para o episódio foram criados pelo Digital Domain, Lola, FuseFX, Rodeo FX, Method Studios, Luma Pictures, Cantina Creative, Crafty Apes e Rise.

### Música
A música "Demons" de Hayley Kiyoko e "Dark Moon" de Bonnie Guitar foram apresentadas no episódio. A Marvel abordou o autor norueguês Erlend O. Nødtvedt e o musicista Benedicte Maurseth para criar a canção Asgardiana para beber cantada por Loki no episódio. A canção, intitulada "Jeg Saler Min Ganger", foi composta como uma do gênero folclórica tradicional, com Nødtvedt e Maurseth criando quatro versos, apesar de apenas um ter sido utilizado no episódio; a canção completa, conhecida como "Very Full", foi disponibilizada na trilha sonora da série dos três primeiros episódios. Hannah Shaw-Williams do Screen Rant pensou que, enquanto o refrão era "alegre e otimista", o verso ouvido no episódio era "muito mais melancólico" com letras pungentes que "capturam o isolamento e solidão impostos de Loki sobre ele mesmo".

## Divulgação
Após o lançamento do episódio, a Marvel anunciou a criação de mercadorias inspiradas no episódio como parte de sua promoção semanal, a Marvel Must Haves, feita para cada episódio da série, incluindo bonecos Funko Pops da Sylvie, boneco da linha Hot Toys Cosbaby e uma linha de figuras da Marvel Legends. A Marvel também lançou um pôster promocional de "Lamentis", apresentando a metáfora de Loki do "amor é uma adaga" usada no episódio.

## Lançamento
"Lamentis" foi lançado no serviço de streaming Disney+ em 23 de junho de 2021.

## Recepção

### Resposta da crítica
O site agregador de críticas Rotten Tomatoes relatou um índice de aprovação de 82% com uma pontuação média de 7.49/10 com base em 33 resenhas. O consenso crítico do site diz: "A charmosa Sophia Di Martino prova ser uma variante valiosa em "Lamentis", um pit stop apocalíptico que usa suas influências whovianas em suas mangas complicadas — para o melhor e para o pior."
Alan Sepinwall, ao analisar "Lamentis" para a Rolling Stone, disse que uma série consistindo em seis episódios como esta não deveria ter tempo de se desviar de sua narrativa principal para explorar mais os personagens. No entanto, o episódio "reconhece que, se não entendemos quem Sylvie é, e as maneiras como ela é e não é como sua contraparte masculina, então nada realmente importa no seu fim de jogo. O desvio é tão crucial quanto — se não até mais crucial do que — tudo o que aconteceu antes," chamando de "divertida como a Hel ". Sepinwall também acreditou que o episódio foi "um excelente exemplo das maneiras pelas quais esses novos programas do UCM podem fazer as coisas de forma diferente dos filmes, embora ainda pareçam partes mais amplas da mesma história". Caroline Siede, do The A.V. Club, deu nota "B-" para o episódio, e disse que ele estava "cheio de estilo e repleto de ideias promissoras", mas notou que, embora seja possível descrever facilmente este episódio de Loki partindo de vários aspectos que apareceram ou aconteceram, ainda pareceu um "episódio pela metade" que "nunca entra em ação com alta velocidade" ou que teve alguma aposta real. Ainda assim, "mesmo um episódio 'de preenchimento' como este ainda é bastante assistível", com Siede apontando as várias construções de mundos que ocorreram e as sequências de luta "sólidas", mas gostaria que "Lamentis" tivesse passado mais tempo explorando a história de Sylvie e questionou se o episódio "acabaria servindo melhor em retrospecto, uma vez que soubéssemos para onde a temporada está indo".
Siddhant Adlakha, escrevendo para o IGN, disse que o episódio "martela mais ainda o quanto esta série é a rara entrada da Marvel com qualquer pompa visual. É, no entanto, muitas vezes dificultada e termina a serviço de uma história que corre no lugar e termina abruptamente." Adlakha também sentiu que alguns dos diálogos foram "especialmente engraçados no estilo da Marvel de tal maneira que parecia novo" com Robert Downey Jr. em Iron Man (2008), "mas agora parece um substituto obsoleto para a caracterização". Ele também sentiu que Loki deveria "se soltar" e "deleitar-se no caos infinito fora de sua moldura", desejando que "a máquina de produção da Marvel [saísse] do caminho [criativo] para que os deixassem contar uma história envolvente, onde os personagens não fossem definido por uma fórmula visual e narrativa, mas sim por possibilidade"; Adlakha deu nota 7 de 10 para "Lamentis".
Muitos comentaristas sentiram que o episódio possuía semelhanças com Doctor Who, enquanto Sepinwall descreveu "Lamentis" como uma "polinização cruzada improvável, mas atraente" da série em questão e do filme Before Sunrise (1995). A química entre Hiddleston e Di Martino no episódio também foi amplamente elogiada.

### Análises
Os comentaristas discutiram a revelação da Variante assumindo o apelido de "Sylvie", que também é o nome de uma das versões da personagem Encantor da Marvel Comics. Alan Sepinwall da Rolling Stone sentiu que isso parecia mais com "o hábito do UCM de combinar aspectos de personagens de quadrinhos ... [ao invés de] uma isca", observando a forma como Hiddleston e Di Martino estavam "claramente interpretando diferentes aspectos do mesmo personagem". Sam Barsanti do The A.V. Club acreditou que era "bastante possível" que Sylvie fosse apenas uma versão diferente de Loki em uma linha do tempo diferente, já que havia um histórico nos filmes de quadrinhos de combinar nomes e descrições de vários personagens "apenas para não ter que inventar um novo toda vez". Por outro lado, Barsanti notou que Sylvie ainda não disse que era uma Loki e pede para não ser chamada assim e, portanto, ela ainda pode acabar sendo a Encantor do UCM. Ethan Alter do Yahoo Entertainment, por sua vez, acreditou que Sylvie seria em última análise uma fusão de Lady Loki e Encantor, sendo essa uma teoria amplamente defendida pelos fãs.
Muitos comentaristas discutiram sobre a revelação de que Loki era bissexual. Siddhant Adlakha, do IGN, disse: "Embora esteja longe de qualquer demonstração aberta de sexualidade... é uma maneira agradável, embora fugaz, para a Disney finalmente puxar o gatilho", acrescentando que Loki era provavelmente o personagem queer mais famoso da Disney. Saloni Gajjar, escrevendo para o The A.V. Club, descreveu a revelação como "um grande negócio para os fãs de UCM", mas não achou surpreendente uma vez que o Loki dos quadrinhos também é pansexual e gênero-fluido. Adicionalmente, ela disse que além do fato de Phastos ser gay em Eternals (2021) e a bissexualidade da Valquíria ser mais explorada em Thor: Love and Thunder (2022), a Marvel Studios estava "claramente tentando superar a crítica por chegar atrasado à festa com sua deprimente representação LGBTQ+".
Adam B. Vary, da Variety, observou a maneira como Loki foi o primeiro personagem queer da Marvel Studios e sentiu que a revelação, que aconteceu durante o Mês do Orgulho, foi o reconhecimento do estúdio de que a "revelação casual" seria algo significativo para muitos fãs LGBT. No entanto, Vary ficou desanimado porque o reconhecimento estava sendo celebrado como um marco para a representação queer, uma vez que outras mídias de super-heróis já haviam abraçado essa comunidade, como os vários personagens das séries de televisão da DC Comics, incluindo o Universo Arrow. Além disso, Jessica Jones, da Marvel Television, também apresentava personagens lésbicas e trans. Vary concluiu que era um "passo significativo para a representação LGBTQIA" no UCM, mas ainda não sabia se Loki seria capaz de "expressar amor ou ter atração pelo mesmo sexo" como os casais heterossexuais fazem na franquia. Matt Patches e Susana Polo, da Polygon, escreveram que o momento parecia "pesado" em comparação com os anúncios anteriores da Disney divulgando um personagem gay em um filme do Walt Disney Animation Studios ou Pixar correspondendo a uma única cena ou linha de diálogo, mas eles alertaram que desde que Loki ainda não havia se engajado em qualquer relacionamento no UCM, o conceito de "personagem queer assexuado" aplicado é "tanto um cenário de propaganda homofóbica quanto o personagem queer vilão". Os fãs celebraram o momento bem como "a arte com que fora executado".